# جاده ئی۸۴۲ اروپا
جاده ئی۸۴۲ اروپا (به انگلیسی: European route E842) یکی از جاده‌های درجه ۲ قاره اروپا است.
این جاده که در کشور ایتالیا قرار دارد از شهر ناپل شروع شده و در شهر کانوسا دی پوگلیا به پایان می‌رسد.